# Noctuana brunneofusca
Noctuana brunneofusca is een vlinder uit de familie van de dikkopjes (Hesperiidae). De wetenschappelijke naam van de soort is voor het eerst geldig gepubliceerd in 1917 door Mabille & Boullet.